# Aëtios (Philosoph)
Aëtios (griechisch Ἀέτιος Aétios) war ein Doxograph des 1. Jahrhunderts. Er verfasste ein umfangreiches Werk Über die Sätze der Naturlehre (ξυναγωγὴ περὶ τῶν ἀρεσκόντων). Ein Auszug aus dem Werk ist unter dem Namen Plutarchs überliefert, weiteres findet sich bei Johannes Stobaios und Theodoret.

## Textausgaben
- Hermann Diels: Doxographi Graeci. De Gruyter, Berlin 1979 (Nachdruck der 4. Auflage von 1965), ISBN 3-11-001373-8,  S. 267–444.
- Jaap Mansfeld, David T. Runia: Aëtiana: The Method and Intellectual Context of a Doxographer. Band 5: An Edition of the reconstructed text of the Placita with a commentary and a collection of related texts. 4 Teilbände, Brill, Leiden/Boston 2020, ISBN 978-90-04-42838-6.